# Gent Cakaj
Gent Cakaj (ur. 6 lipca 1990 w Djakowicy) – kosowski i albański polityk, były minister spraw zagranicznych Albanii. Jest autorem kilkudziesięciu artykułów w czasopismach naukowych.

## Życiorys
Gent Cakaj pochodzi z Djakowicy, ale dorastał w Prisztinie. Podczas wojny w Kosowie jego rodzina się rozdzieliła; Gent przeniósł się do Strugi, a jego ojciec został w Prisztinie. Gent, już będąc uczniem szkoły średniej, uczestniczył w życiu politycznym; w latach 2005-2008 działał w ramach partii Samookreślenie.
W roku 2012 ukończył studia filozoficzne na Uniwersytecie w Prisztinie, podjął następnie studia na Uniwersytecie AAB w Prisztinie, które ukończył w roku 2016.
W roku 2015 uzyskał tytuł magistra nauk politycznych na Uniwersytecie Środkowoeuropejskim w Budapeszcie, a  dwa lata później otrzmał tytuł magistra filozofii na Uniwersytecie w Leuven.
W styczniu 2018 roku Cakaj rozpoczął pracę doradcy premiera Republiki Albanii i jednocześnie pełnił funkcję Krajowego Koordynatora Republiki Albanii ds. Regionalnej Strefy Ekonomicznej dla Bałkanów Zachodnich.
W czerwcu 2018 r. Gent Cakaj rozpoczął pracę w zarządzie Ministerstwa Spraw Zagranicznych, gdzie był odpowiedzialny za integrację Albanii z Unią Europejską. Początkowo był wiceministrem spraw zagranicznych, a 23 stycznia 2019 roku został desygnowany na ministra; na jego nominację jednak nie zgodził się prezydent Ilir Meta. De iure resortem kierował Edi Rama, ale Cakaj pełnił obowiązki ministra. Zrzekł się tej funkcji 29 grudnia 2020 roku.